# Ковінгтон (Нью-Йорк)
Ковінгтон (англ. Covington) — місто (англ. town) в США, в окрузі Вайомінг штату Нью-Йорк. Населення — 1253 особи (2020).

## Демографія
Згідно з переписом 2010 року, у місті мешкали 1232 особи в 474 домогосподарствах у складі 358 родин. Було 502 помешкання
Расовий склад населення:
| - 98,5 % — білих - 0,3 % — чорних або афроамериканців - 0,2 % — корінних американців - 0,2 % — азіатів |

До двох чи більше рас належало 0,6 %. Частка іспаномовних становила 2,4 % від усіх жителів.
За віковим діапазоном населення розподілялося таким чином: 21,8 % — особи молодші 18 років, 65,5 % — особи у віці 18—64 років, 12,7 % — особи у віці 65 років та старші. Медіана віку мешканця становила 40,9 року. На 100 осіб жіночої статі у місті припадало 105,0 чоловіків;  на 100 жінок у віці від 18 років та старших — 101,9 чоловіків також старших 18 років.
Середній дохід на одне домашнє господарство  становив 65 250 доларів США (медіана — 59 048), а середній дохід на одну сім'ю — 71 882 долари (медіана — 67 368). Медіана доходів становила 45 104 долари для чоловіків та 37 143 долари для жінок. За межею бідності перебувало 9,0 % осіб, у тому числі 12,7 % дітей у віці до 18 років та 7,6 % осіб у віці 65 років та старших.
Цивільне працевлаштоване населення становило 553 особи. Основні галузі зайнятості: освіта, охорона здоров'я та соціальна допомога — 20,3 %, виробництво — 13,9 %, роздрібна торгівля — 12,7 %.